# 14871 Pyramus
14871 Pyramus è un asteroide della fascia principale. Scoperto nel 1990, presenta un'orbita caratterizzata da un semiasse maggiore pari a 3,2935080 UA e da un'eccentricità di 0,2268129, inclinata di 0,99448° rispetto all'eclittica.